# Ahura Mazda

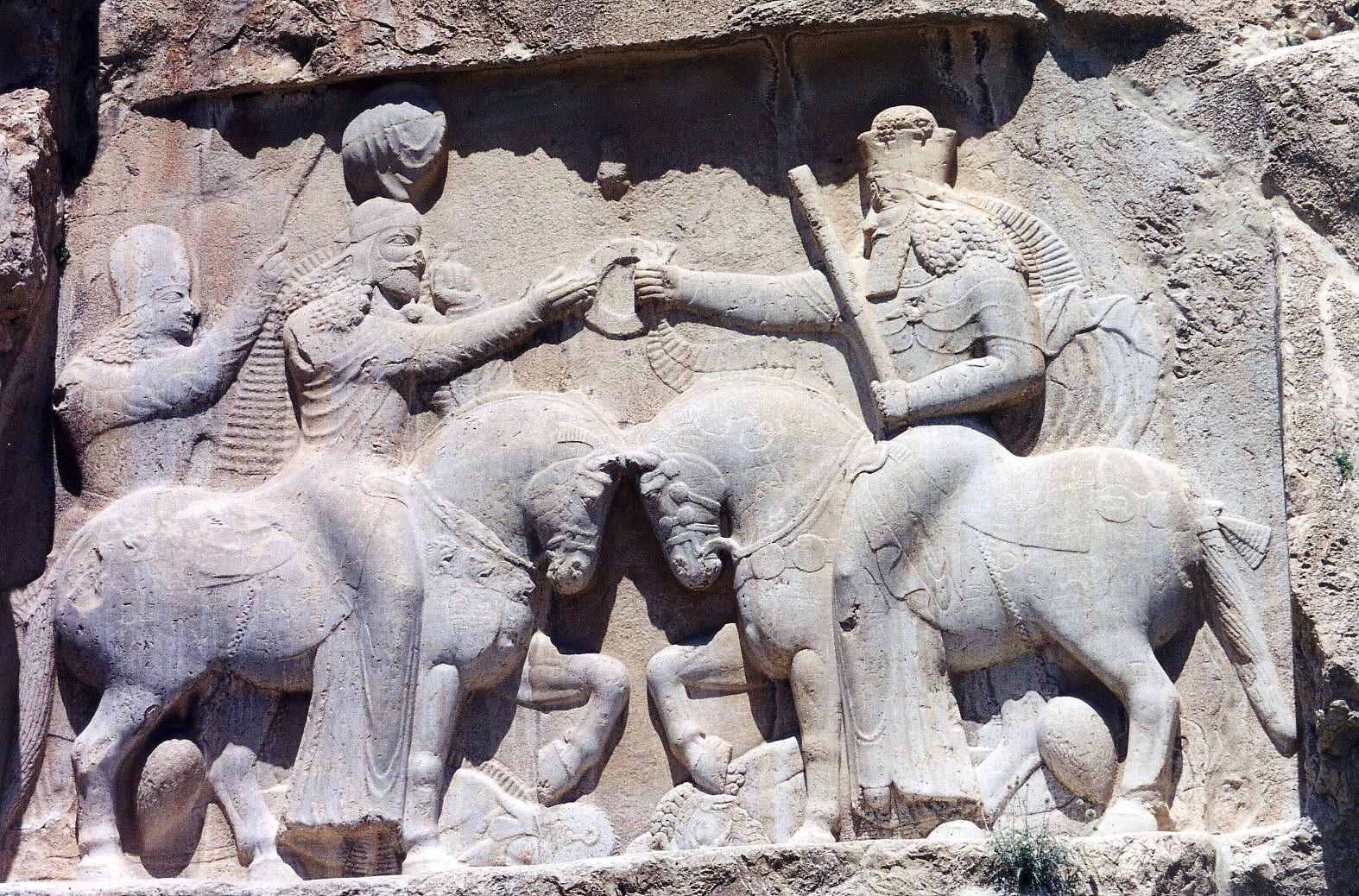
Ahura Mazda (dreapta, cu coroana mare) investește pe Ardashir I (stânga) cu inelul regalității. (Naqsh-e Rustam, sec.3)

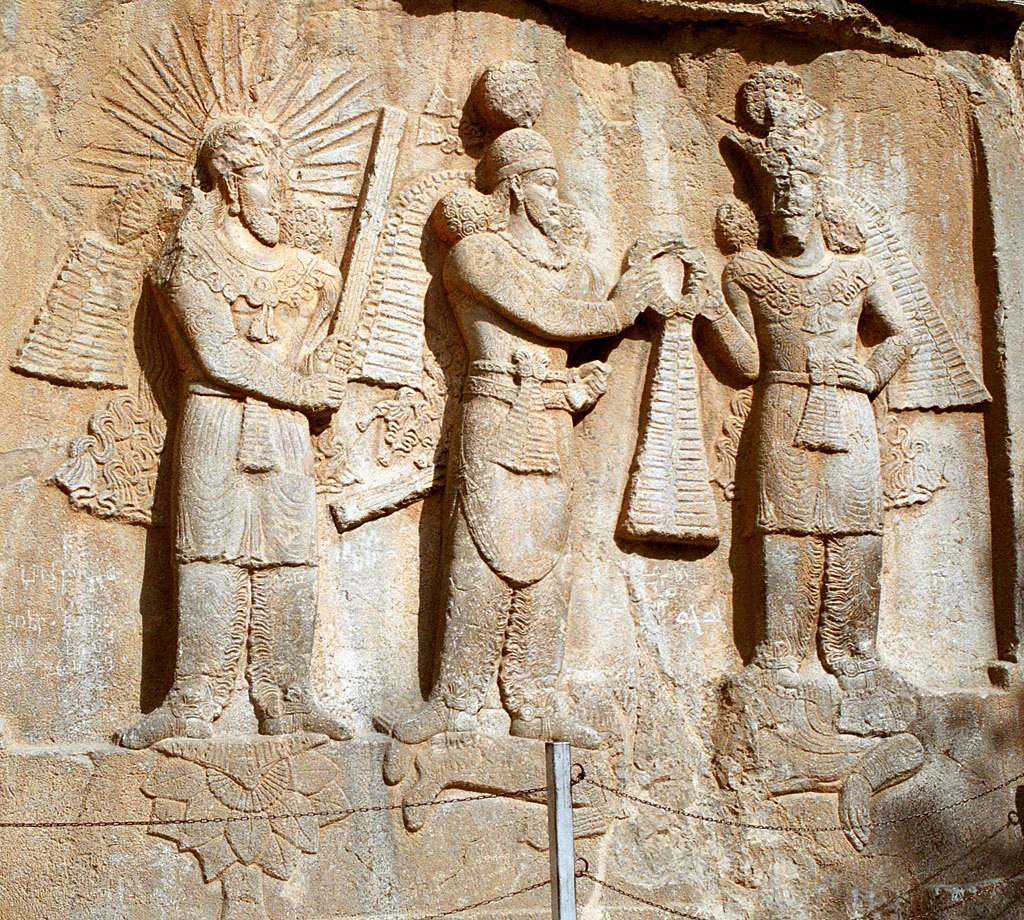
Investitura împăratului sasanizilor Ardashir I sau al II-lea (secolul 3, basorelief la Taq-e Bostan, Iran). În stânga se află Mithra cu raze în jurul capului și cu sabia ridicată, sfințind investitura. În dreapta este zeul suprem din mitologia persană Ahura Mazda. Culcat: împăratul roman mort Iulian.

În mitologia persană, Ahura Mazda este zeul suprem, fiul lui Zurvan. El a creat Paradisul și Pământul și este cel mai mare dușman al fratelui său, maleficul zeu Angra Maynu. Este stăpânul și liderul grupului celor șapte zei buni, Amesha Spentas. Simbolul său este un disc cu aripi. Era venerat de Darius I și de succesori acestuia ca fiind cel mai mare zeu și protector al regelui drept. Zoroastru a propovăduit că Ahura Mazda a creat universul și menține ordinea cosmică, precum și că istoria lumii constă în bătălia dintre două spirite pe care acesta le-a creat- beneficiul Spenta Mainyu și distrugătorul Angra Mainyu. Avesta îl identifică pe Ahura Mazda cu însuși spiritul benefic și îl reprezintă ca fiind generos, atotștiutor și creator al tuturor lucrurilor bune. În sursele de mai târziu (sec. III), Zurvan (Timpul) este tatăl gemenilor Ormuzd (Ahura Mazda) și Ahriman (Angra Mainyu), care în mazdeismul ortodox domnesc pe rând asupra lumii, până la victoria finală a lui Ormuzd.

## Titluri ale lui Ahura Mazda
În zoroastrism, Ahura Mazda este recunoscut drept:
- Stăpânul suprem și universal
- Omniprezentul (el poate pătrunde oriunde și se află peste tot)
- Izvorul și Fântâna de Viață
- Strălucitorul
- Mărețul, Augustul
- Cel mai mare
- Cel mai bun
- Cel mai frumos
- Cel mai puternic
- Cel mai învățat
- Superiorul între Zei
- Cel mai Sfânt în Lumea Cerurilor; cel ce a creat lumea
- Cel ce nu se schimbă
- Cel puternic
- Cel corect
- Cel milostiv
- Cel mai folositor